# 斯波氏
斯波氏是日本武家氏族。源自清和天皇後代源義家之子義國足利氏的後代。是室町時代幕府三管領之一。曾經擁有尾張、山城、若狹、越前、加賀、越中、能登、遠江、信濃、佐渡、安房等地的守護大名。家族曾長時間出任奧州探題及羽州探題兩職，亦曾經短時間出任九州探題及關東管領。

## 斯波氏成立
斯波氏是由於足利家氏擁有陸奥斯波郡（今岩手縣紫波郡）後開始改稱斯波氏，當初仍稱足利氏，直到室町時代才正式改稱斯波氏。
斯波氏初代家系是足利泰氏長子，原本有機會繼承足利宗家，但是生母北条氏是名越氏，並非主流血統出身。而北条宗家時宗的叔母誕下賴氏繼承足利宗家。不過鎌倉幕府內的御家人仍然維持不變。
家族子孫每一代就任尾張守，其別名為尾張足利氏。尾張足利氏是足利氏一門之中與嫡流、三河足利氏（後稱吉良氏）並列的家族，足利氏本宗家當主年幼時負責代役。因此成為室町時代足利一門當中最高擁有最高家格的一族。
自從蒙古入侵日本以來，得宗控制的鎌倉幕府實行專制，向其他御家人實行壓迫，令社會出現不滿的情緒。後醍醐天皇因此下旨倒幕。初時幕府嘗試阻止後醍醐天皇，但是足利尊氏加入倒幕行動。斯波高經及長男斯波家長支持足利尊氏。由於建武政權輕權武家，尊氏離開了建武新政，為獲得武家支持設立新的武家政權。特別是斯波高經與足利氏為同族，在越前擊敗新田義貞。另一方面奧州總大將斯波家長與南朝的北畠顯家對峙，但家長在戰亂中戰死。其子孫由於與室町將軍家同族，在奧州繼續發揮影響力（關於奧羽斯波氏詳細可參考奧州斯波氏）。

## 武衛家

### 三管領之首
斯波氏嫡系又別稱武衛家，是擔任室町幕府管領家族，每一代當主都世襲兵衛府左兵衛督一職，兵衛府唐名為武衛大將軍，故得名之。
斯波氏是室町幕府的執事(之後成為管領)。幕府是將軍家的家政機關，與將軍家大致上有同級的斯波氏在幕府就任要職，斯波氏是與將軍家的關係如君臣一樣。事實上足利氏執事一職由足利氏歷代由臣下高氏。因此在當初，斯波高經出任執事而猶豫起來。結果高經之子斯波義將就任執事，而高經就失勢。
在高經及義將父子兩代，因佐佐木道譽計謀失去職位。高經死後義將返回幕政，與管領細川賴之對立，斯波氏集合反細川派勢力，第3代將軍足利義滿將賴之罷職，斯波氏再任管領。
斯波義將在將軍義滿以及室町幕府全盛時代獲得支持，在義滿死後為足利義持輔政，由康曆政變至逝世，在30多年以幕府宿老身份有很大的影響力。
幕府內有三管領四職七頭的制度、斯波氏與相比兩大家族細川氏及畠山氏，在斯波氏成為三管領後有效控制幕府。斯波義重在1399年應永之亂中，討伐大內氏功績獲得越前國及尾張國的守護職，後來獲再加封遠江国守護，以將斯波氏在三個令制國守護獲世襲。義將死後斯波氏漸漸衰落，義將之甥滿種在1414年與將軍足利義持不和，失去加賀守護職，在高野山隱居。1409年管領職交由其孫斯波義淳，但被將軍解除職務，在6代將軍足利義教任職期間，長時間冷漠對待。

### 混亂及衰落
斯波氏家族以三管領最為著名，在奧州地區的斯波氏一門（高水寺斯波氏、大崎氏、最上氏、天童氏等）勢力非常大。但是中央地區是細川氏的政治重要根據地。在畿内邊緣由畠山氏控制，對比之下斯波氏擁有的尾張国及越前国離京都較遠，此外由於領地的分隔，當主經常長期留在京都，委派守護代管治領地。在應仁之亂期間斯波氏守護職在越前出現下克上的事件。
應仁之亂前，斯波家嫡流武衛家斯波義健死後，家督繼承問題引起紛爭斯波氏庶流中斯波大野氏的養子斯波義敏與澀川氏出身斯波義廉紛爭（武衛騒動）。這次紛爭是足利將軍家與畠山氏家督繼續相關，是應仁之亂其中一個起因。在應仁之亂期間，斯波氏失去了遠江國被駿河守護今川氏奪去、越前國被下屬朝倉氏乘機奪去大部份的領地。至於尾張國義敏子孫獲得守護代織田氏支持仍然存活。
此外，斯波義廉之子義俊，與室町將軍家分家繼承越前鞍谷公方，形式的是得到越前国主朝倉氏所支持。
斯波氏最終僅剩下尾張國一地，應仁之亂後還未成為織田氏的傀儡，在斯波義寬之時聽從幕府將軍義尚的命令跟從織田氏參與六角征伐，斯波義達為了重新奪回遠江國經常出征，仍然可以以守護的身份保全威信。義達未能擊敗今川氏親，未能奪回遠江國。他的遺兒斯波義統上位時仍然年幼，之後織田氏勢力更為強大，已經完全凌駕于斯波氏之上。

### 武衛家滅亡
在1554年尾張守護斯波義統被守護代織田信友清州織田氏殺死開始。嫡子斯波義銀向織田信長求助，信長藉此向信友出兵，信長成功逼使信友自盡。義銀成為了家督後，他就成了信長的傀儡。1561年義銀與同是足利將軍家一族的三河吉良氏當主吉良義昭以及斯波氏一族試圖反抗討伐信長，在行動尚未開始之前就被信長知道而被放逐到足利將軍家所在的京都。斯波氏在這個時期實際上已經被滅亡了。
義銀之弟毛利秀賴投靠織田信長，三弟津川義冬是信長次男織田信雄家臣。經過改易後，並未能以高家的身份復活武衛家。其中義銀子孫改姓津田在加賀藩當家老，明治維新後回復舊姓。

## 奧州斯波氏
奧州斯波氏是長期統治奧州斯波氏的庶流。包括有高水寺斯波氏、大崎氏、最上氏、天童氏（是里見系斯波家兼家系）、石橋氏、鹽松氏等。

### 大崎氏
斯波氏的起源是位於陸奧紫波郡，奧州是斯波氏起源地。日本南北朝時代斯波家長以及斯波家兼成為「奧州總大將」，在奧羽可以啟動軍事指揮權。奧州總大將不只擁有軍事指揮權，更有法律判決的權限，管國內知行領地獎賞等。觀應擾亂期間由畠山国氏、吉良貞家出任，斯波家兼的子孫以斯波奧州家身份就任，職位由子孫世襲。
奧羽地區南北朝起，郡被有力国人以軍事指揮權擁有統治該地的權限，稱作「分郡」。奧州管領的斯波奧州家當中控制了大崎郡，因而被稱作大崎氏。曾經有一段時間奧羽是由鎌倉府內直接管轄，設置奧州探題一職，每一代都由大崎氏就任。探題是與管領擁有相同的權限，後來奧州有力国人是與將軍家建立直接主從關係結成了「京都扶持眾」，在奥州南半部的篠川御所、稻村御所等是鎌倉公方分家，由於勢力的影響，奧州管領已經沒有太大的權力。
大崎氏受到了不斷擴張勢力的伊達氏影響而漸漸衰落。大崎義直無法鎮壓家中的內亂，迎接伊達氏養子之後成功鎮壓。養子大崎義宣宣佈自立，繼續受到伊達氏的壓迫。伊達政宗出兵鎮壓大崎家，在最上氏庶流黑川晴氏背叛伊達氏下，成功保住家脈。
大崎氏的結局是沒有響應豐臣秀吉的號召參與攻擊小田原城而被改易。自此之後子孫效忠最上氏。

### 最上氏
在設置奧州探題的同一時期，出羽國亦有羽州探題，斯波奧州家分流斯波出羽家探題一代為世襲。此家族是最上氏。
最上氏原本是伊達氏旗下的一個傀儡政權，最後與伊達氏獨立最上義光時代擁有廣大出羽國領地，庄内地方與進行上杉氏激烈抗爭。之後最上參與關白豐臣秀吉提倡的小田原之役，保住20万石領地。豐臣秀吉死後，支持德川家康率領東軍的東軍，領地受到西軍上杉景勝猛烈攻擊並陷入絕境。但是關原戰報傳來後，上杉軍撤退，保住原有地方。此戰後，最上家成為58万石大大名。到孫子最上義俊時代因御家騒動，被江戶幕府下令改易、大名最上氏因而滅亡。
義俊減封近江国一万石，義俊死後兒子義智由於年幼再減5000石，子孫以交代寄合身份為幕府效力。義俊叔父山野邊義忠因御家騒動投靠德川賴房，其子孫以水戶藩家老身份代代相傳。

### 高水寺斯波氏
高水寺城為根據地的斯波氏（奧州斯波御所家）是斯波家長直系子孫。根據『續群書類從』的簡易家系圖內裡資料比較缺乏，系圖未必正確。高水寺斯波氏因為名族尊稱作「斯波御所」「奧之斯波殿」，在書札礼中與大崎氏同一身份。永享7年(1435年)發生和賀·稗貫之亂發生期間大崎氏以職務代行者物份指州北部奧州眾家族。代替斯波詮高進攻岩手郡滴石(岩手縣雫石町)戶澤氏，迫使戶澤氏退回角館。詮高將庶子安置新領，他們居館的由改稱為「滴石御所」、「豬去御所」。
另外，和賀氏以及阿曾沼氏的庶流與鱒澤氏、九戶氏積極進行婚姻關係及交換養子，有很大的威勢。詮高死後南部氏給予的軍事壓力增加，斯波詮直時候九戶政實之弟中野直康向南部氏投誠。1586年南部氏內應家臣岩清水義教向南部信直提出進攻斯波的要求。詮直在領內發佈動亂令，但是很多家臣向南部軍投降並加入包圍屋敷行列，只有義教之兄岩清水義長、家老細川長門守、稲藤大炊助等少數前往高水寺救援。放棄詮直高水寺城逃亡大崎氏領地。岩清水義長在高水寺城陣亡。斯波詮直前往各地流浪，其子孫效力南部氏，亦有加入二条家的紀錄。

## 其他同族人物

### 大野斯波氏
斯波高經第五男斯波義種是擁有越前大野郡而成立的家系。義種以小侍所頭人的身份在幕府中樞發揮影響力，繼承義種的滿種在1414年惹怒將軍足利義持被迫在高野山隱居，失去了加賀守護一職。滿種之子持種與越前守護代甲斐氏對立，不久武衛家後嗣持種之子義敏與甲斐氏爆發長祿合戰。
大野斯波氏由滿種之子氏種成為奧田氏。戰國時代堀氏自稱為該族祖先，成為江戶時代村松藩主。此後德島藩主蜂須賀氏自稱是持種之子正種後裔。

## 斯波氏歴代

### 武衛家（尾張足利家）
粗體字是室町幕府管領。
1. 斯波家氏（足利家氏）
  - 廣澤義利（斯波家氏庶子，改稱廣澤氏）
    - 吉田義博（廣澤義利之子，改稱吉田氏）
      - 石橋和義（吉田義博之子，石橋氏祖先）
2. 斯波宗家（足利宗家）
3. 斯波宗氏（足利宗氏、家貞）
  - 斯波家兼（斯波宗氏之子、大崎氏祖先）
    - 斯波兼賴（斯波家兼之次男、最上氏祖先）
4. 斯波高經（足利高經）
  - 斯波家長（斯波高經長男、關東執事，高水寺斯波氏祖先）
  - 斯波氏經（斯波高經次男、九州探題，末野氏祖先）
  - 斯波氏賴（斯波高經3男）
  - 斯波義種（斯波高經5男，小侍所、侍所頭人，大野斯波氏祖先）
5. 斯波義將
6. 斯波義重（義教）
  - 斯波持有（斯波義重之子）
7. 斯波義淳
  - 斯波義豐（斯波義淳之子，早夭）
8. 斯波義鄉
9. 斯波義健
10. 斯波義敏（斯波持種之子）
11. 斯波義廉（澀川義鏡之子）
  - 斯波義俊（斯波義廉之子、足利義俊。繼承了鞍谷公方）
12. 斯波義寬（義良）
13. 斯波義達（義逵、義敦）
14. 斯波義統（義元）
  - 毛利秀賴（斯波義統之子，信濃飯田城主）
  - 津川義冬（斯波義統之子，伊勢松島城主，織田信雄家老）
15. 斯波義銀（義近）

### 高水寺斯波家
1. 斯波家長
2. 斯波詮經
3. 斯波詮將
4. 斯波詮教
5. 斯波詮勝
6. 斯波詮重
7. 斯波詮高
  - ①斯波詮貞（雫石御所）
  - ②斯波詮貴
  - ㈠斯波詮義（豬去御所）
  - ㈡斯波義方
  - ㈢斯波久道
8. 斯波經詮
9. 斯波詮真
10. 斯波詮直

### 大野斯波家
1. 斯波義種
2. 斯波滿種
3. 斯波持種
  - 斯波義敏（繼承武衛家）
4. 斯波義孝
5. 斯波義緣
6. 斯波義信

## 家系图[2]
```
例
　粗線是親生子。幼線是養子。　 　
```

（斯波氏、武衛家及陸奧守家）
（應仁之亂以後的系圖有不明確及不準確的部分。）
```
　                    
足利泰氏

                         ┣━━━━━━━━━━━━━━━━━━━━━━━━━━━━━━━━━━━━━┓
　                      
家氏
　　　　　　　　　　　　　　　　　　　　　　　　　　　                
澀川義顕
 
                         ┣━━━━━━━━━━━━━━━━━━━━━┓　                            ┃
　                      
宗家
　                        　　　　　　
廣澤義利
                        　
義春

                         ┃　                                        ┃　                            ┃
　                      
宗氏
　                                    
吉田義博
                          
貞賴

                         ┣━━━━━━━━━━━┓　　　　　　　　　┃　　　　　　　　　　　　　　　┃
　                      
高經
　　                
家兼
            　
石橋和義
                          
義季

 ┏━━━┳━━━┳━━━╋━━━━━━━┓　    ┣━━━┓　                                        ┃

家長
　　
氏經
　　
氏賴
　　
義將
            
義種
　  
直持
　　
兼賴
                                        
直賴

 ┃　　　┃　　　　　　　┣━━━┓　　　┃　                                                        ┃

詮經
　　
義高
 　　　　　 
義重
 
澀川滿賴
室 
滿種
　                                                      
義行

 ┃　　　　　　　┏━━━╋━━━┓　　　┃　                                                        ┃       

詮將
　          
義淳
　　
義鄉
　　
持有
 　 
持種
　                                                      
滿賴

 ┃　　　  　　　┃　    ┃　　　　　　　┣━━━━━━━━━━━━━━━━━┓　                    ┃

詮教
　          
義豐
　  
義健
　　        
義敏
    　　　　　　　　　　　　    
義孝
　                  
義俊
   
 ┣━━━┓　　　          　　　　　　　┣━━━┳━━━━┳━━━━┓     ┣━━━┳━━━┓      ┃

詮勝
　　
鄉長
　                          
義寬
    
寬元
    
斯波義孝
室  
義雄
   
義緣
     
義信
　 
正種
　   
義鏡

 ┃　　　┃　　　　　　　　　　          ┣━━━┳━━━━┓       ┃                           ┃

詮重
　  
久義
　　　                      
義達
 
足利義澄
室 
村上顯國
室  
義虎
                            
義廉

 ┃　                                    ┣━━━┓　                                                ┃　　　　　　　　　　　

詮高
　　　　　　　　　　　　　　　　　  
義統
 
今川氏豐
室　　                                         
義俊

 ┣━━━┳━━━┓　                    ┣━━━┳━━━┓　　　　　　　

經詮
　　
詮貞
　  
詮義
　                  
義銀
　　
秀賴
　　
義冬

 ┃　　　　　　　　　　　

詮真

 ┃

詮直

 ┃

詮國

 ┃

行詮
```

## 斯波氏主要家臣團

### 武衛家主要家臣團
- 甲斐氏
  - 甲斐教光
  - 甲斐將教
  - 甲斐將久
  - 甲斐敏光

- 織田氏
  - 織田將廣
  - 織田教廣
  - 織田教信
  - 織田教長
  - 織田淳廣
  - 織田鄉廣
  - 織田久廣
  - 織田敏廣
  - 織田敏定
  - 織田敏信
  - 織田良信
  - 織田寬廣
  - 織田寬定
  - 織田寬村
  - 織田達定
  - 織田達勝
  - 織田信友
  - 織田信定

- 朝倉氏
  - 朝倉廣景
  - 朝倉高景
  - 朝倉氏景
  - 朝倉貞景
  - 朝倉家景
  - 朝倉孝景
  - 朝倉氏景
  - 朝倉貞景
  - 朝倉孝景

- 二宮氏
  - 二宮道智
  - 二宮貞家
  - 二宮貞光
  - 二宮是鎮
  - 二宮氏泰
  - 二宮種氏
  - 二宮種泰
  - 二宮是隨
  - 二宮將監

- 堀江氏
  - 堀江利真

### 奥州斯波主要家臣
- 雫石久詮
- 豬去久道
- 岩清水義長
- 細川長門守
- 稻藤大炊助
- 工藤茂道
- 太田主秀廣
- 大萱生秀重

- 川村右近秀久（大萱生秀重二男）
- 江柄兵部少輔
- 川村秀久
- 江柄次昌（川村秀久子）
- 手代森秀親
- 中村作右衛門
- 栃內秀綱
- 簗田詮泰

- 星川左馬助
- 岩清水義教
- 清水善七郎
- 乙部義說
- 大釜政幸
- 多田忠綱
- 達曾部清綱（多田忠綱子）
- 氏家義方

- 長岡詮尹
- 玉井庄兵衛
- 宮手英清
- 飯岡祐貫
- 中島安將
- 小屋敷義長